# Declaración y Plataforma de Acción de Beijing
La Declaración y Plataforma de Acción de Beijing fue una resolución adoptada por la Organización de las Naciones Unidas el 15 de septiembre de 1995 al final de la Cuarta Conferencia Mundial sobre la Mujer realizada en Beijing, China.
La Plataforma de Acción de Beijing esboza doce ámbitos críticos que constituyen obstáculos para la igualdad de género, e identifica el alcance de las medidas que los gobiernos, las Naciones Unidas y los grupos de la sociedad civil deben tomar para hacer de los derechos humanos de las mujeres y minorías una realidad.
La aprobación unánime de la Declaración y Plataforma de Acción de Beijing fue rubricada por 189 Estados miembros reunidos en China como "el principal documento de política mundial sobre igualdad de género así como sobre las cuestiones emergentes que afectan la igualdad de género y el empoderamiento de la mujer".
Esta declaración es precursora de la llamada "política exterior feminista".

## Plataforma de Acción de Beijing
La Plataforma de Acción abarca doce esferas de especial preocupación que continúan siendo relevantes desde su resolución. Reconoce por primera vez el derecho de las mujeres y las niñas como derechos humanos.  Considera además, que la plena realización de los derechos de las mujeres y las niñas es piedra angular del desarrollo, la democracia y la paz, entre otros considerandos destacados.
Formalmente se compone de los capítulos: I. Declaración de objetivos; II. Contexto mundial; III. Esferas de especial preocupación; V. Disposiciones institucionales y VI. Disposiciones financieras.
En el capítulo III se presentan formulados los compromisos en doce esferas de especial preocupación:
- La mujer y la pobreza
- Educación y capacitación de la mujer
- La mujer y la salud
- La violencia contra la mujer
- La mujer y los conflictos armados
- La mujer y la economía
- La mujer en el ejercicio del poder y la adopción de decisiones
- Mecanismos institucionales para el adelanto de la mujer
- Los derechos humanos de la mujer
- La mujer y los medios de difusión
- La mujer y el medio ambiente
- La niña[17][18]

## Encuentros de seguimiento
Para la revisión de los objetivos estratégicos formulados se han realizado diferentes encuentros de seguimiento que fueron llamados:
- Beijing+5 en el 2000,[10]
- Beijing+10 en 2005,
- Beijing+15 en el 2010,[24]
- Beijing+20 en 2015,[25][26][27]
- Beijing+25 en 2020.[28][29][30][31]

En estas reuniones se identifican los logros y obstáculos en cuanto a la aplicación del Protocolo, se comparten experiencias, se enfatiza en cómo superar los nuevos desafíos y se proponen recomendaciones para los gobiernos y los diferentes sectores de la sociedad.